# محاصره قسطنطنیه
محاصره ۶۲۶ قسطنطنیه محاصره شهر قسطنطنیه پایتخت امپراتوری بیزانس در سال ۶۲۶ میلادی توسط ایران ساسانی، آوارها و اسلاوهای متحد آن‌ها بود که به موفقیت نرسید و با پیروزی استراتژیک بیزانس به پایان رسید. شکست محاصره بیزانس را از فروپاشی نجات داد و همراه با پیروزی‌های دیگری که امپراتور هراکلیوس (ح. ۶۱۰–۶۴۱) در سال قبل و بعد از آن به دست آورد بیزانس را قادر ساخت تا سرزمین‌های خود را بازپس گیرد و با اجرای معاهده‌ای برای بازگشت به وضعیت مرزی پیشین به جنگ‌های ویرانگر روم و ایران پایان دهد.

## پیش‌زمینه
فوکاس در سال ۶۰۲ طی کودتایی امپراتور موریس (ح. ۵۸۲–۶۰۲) بیزانس را سرنگون کرد. به گفته منابع متأخر، دوران سلطنت وی با جنایات و بی‌کفایتی‌های اداری بسیار همراه بود. سوء مدیریت امپراتور جدید، امپراتوری بیزانس را آسیب‌پذیر و بی‌ثبات و شرایط را برای حمله شاهنشاه خسرو پرویز ساسانی (ح. ۵۹۰–۶۲۸) مهیا کرد. خسرو از کودتا به عنوان بهانه‌ای برای جنگ استفاده کرد زیرا خود شخصاً به موریس نزدیک بود و موریس نیز به او در بازستانی تاج‌وتخت پس از شورش بهرام چوبین کمک کرده بود. در ابتدا، حمله ساسانیان با رانده شدن بیزانسی‌ها به قلب آناتولی موفقیت‌آمیز بود. کمی بعد فوکاس به دست پسر فرماندار کارتاژ، هراکلیوس، سرنگون شد. هراکلیوس فعالانه شروع به جنگ کرد و شخصاً ارتش بیزانس را در نبردها هدایت کرد، اما اوضاع بدتر شد و امپراتوری بیزانس تمام سرزمین‌های خود را در خاور نزدیک و مصر از دست داد. هراکلیوس با وجود چندین ضدحمله به بین‌النهرین،  نتوانست از محاصره پایتختش توسط ایرانیان جلوگیری کند. از ۱۴ تا ۱۵ مه ۶۲۶، شورش‌هایی در قسطنطنیه علیه جان سیسموس رخ داد، زیرا او می‌خواست جیره نان اسکولا یا نگهبانان امپراتوری را لغو کند و هزینه نان را از ۳ به ۸ فلوس افزایش دهد. او این کار را برای حفظ منابع دولتی انجام داد، اما با اعتراضات مردم برکنار شد. بدین ترتیب ناآرامی‌های بیشتری در شهر رخ داد.

## محاصره

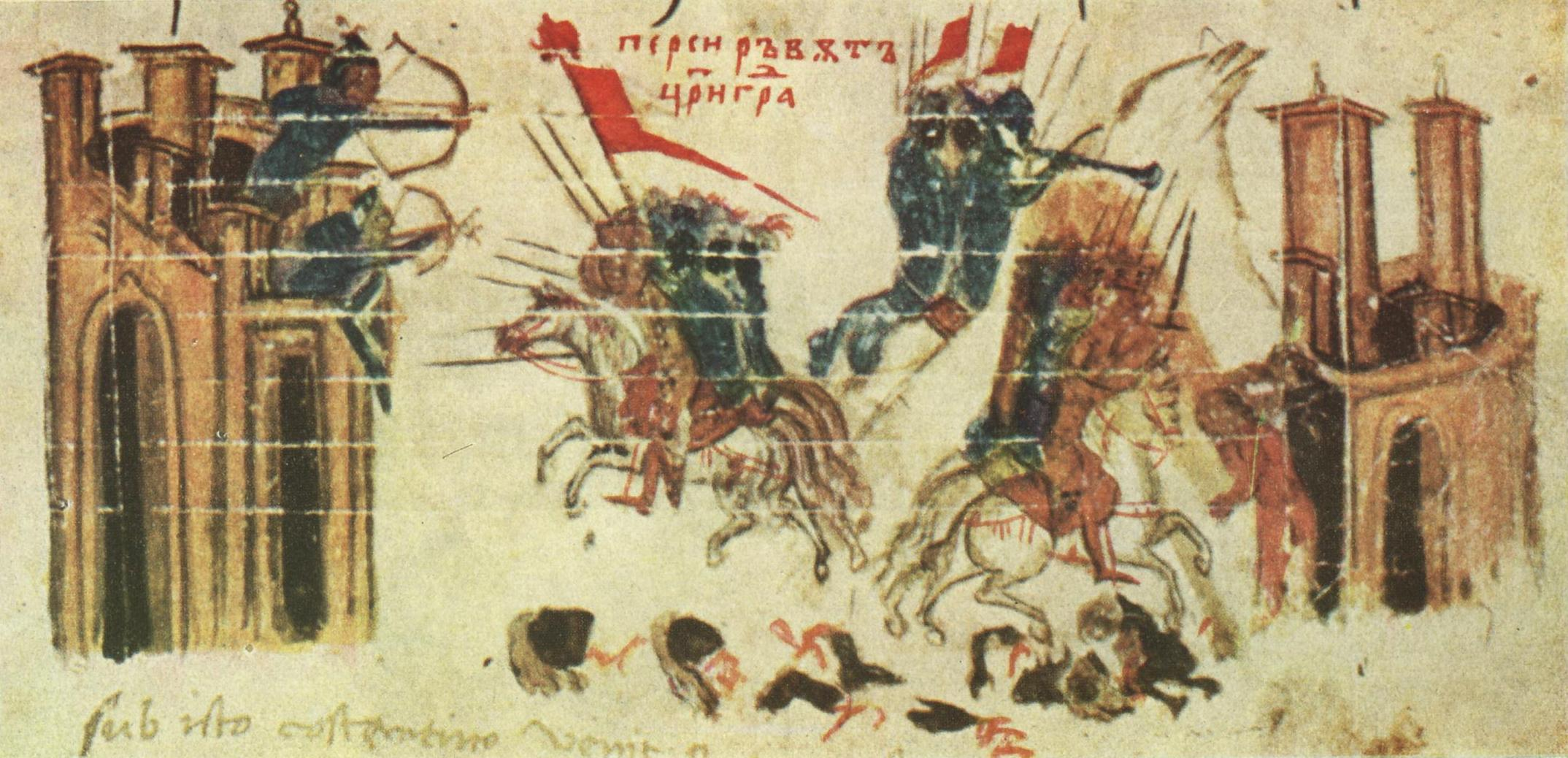
تصویری از محاصره در رویدادنامه کنستانتین ماناسس

خسرو که می‌دید برای شکست بیزانسی‌ها به یک ضدحمله قاطع نیاز دارد، دو لشکر جدید از مردان تازه‌نفس را به خدمت گرفت. ۵۰٬۰۰۰ نفر به شاهین سپرده و از او خواسته شد تا در بین‌النهرین و ارمنستان بماند و از حمله هراکلیوس به ایران جلوگیری کند. ارتش کوچکتری تحت فرمان شهربراز از جناحین هراکلیوس عبور کرد و به سمت خلقیدون در آن سوی تنگه بسفر در مقابل قسطنطنیه حرکت کرد. خسرو همچنین با خاقان آوارها هماهنگ شد تا از هر دو طرف اروپایی و آسیایی به قسطنطنیه حمله کند. ارتش ایران در خلقیدون مستقر شد، در حالی که آوارها در سمت اروپایی قسطنطنیه قرار گرفتند و احتمالاً آب‌راهه والنس را ویران کردند. با این حال، به دلیل تسلط نیروی دریایی بیزانس بر تنگه بسفر، ایرانیان نتوانستند برای کمک به متحد خود، نیروهای خود را به طرف اروپایی بفرستند. این امر باعث کاهش اثربخشی محاصره شد، زیرا ایرانیان در جنگ‌های محاصره‌ای متخصص بودند. علاوه بر این، ایرانی‌ها و آوارها در برقراری ارتباط در سراسر تنگه محافظت‌شده بسفر با مشکلاتی روبرو بودند - اگرچه بدون شک، ارتباطی بین این دو نیرو وجود داشت.
دفاع از قسطنطنیه تحت فرماندهی پاتریارک سرگیوس و بونوس بود. هراکلیوس پس از شنیدن این خبر، ارتش خود را به سه قسمت تقسیم کرد. اگرچه از نظر او پایتخت نسبتاً امن بود، اما با این وجود نیروهای کمکی را برای تقویت روحیه مدافعان به قسطنطنیه فرستاد. بخش دیگری از ارتش تحت فرماندهی برادرش تئودور برای مقابله با شاهین فرستاده شد، در حالی که کوچک‌ترین و سومین بخش تحت کنترل خود او برای قصد حمله به قلب ایران باقی ماند.
در ۲۹ ژوئن ۶۲۶، یک حمله هماهنگ به دیوارهای شهر آغاز شد. درون دیوارها، حدود ۱۲٬۰۰۰ سرباز سواره‌نظام بیزانسی آموزش‌دیده (احتمالاً پیاده) از شهر در برابر حدود ۸۰٬۰۰۰ آوار و اسکلاونی (اسلاو) که مصمم بودند حکومت امپراتوری روم بر اروپا را حذف کنند، دفاع کردند. با این حال با حرکت تجهیزات محاصره سنگین آوارها به سمت دیوارها، قصد آن‌ها برای محاصره آشکار شد. با وجود بمباران مداوم شهر به مدت یک ماه، روحیه در داخل دیوارهای قسطنطنیه به دلیل شور مذهبی سرگیوس و سربازانش در امتداد دیوارهای شهر با نمادی که می‌تواند نماد مریم مقدس باشد، حفظ شد و باعث القای این باور شد که بیزانسی‌ها تحت حفاظت الهی قرار دارند. افزون بر این، فریادهای سرگیوس برای غیرت مذهبی در میان دهقانان اطراف قسطنطنیه با این مفهوم که آن‌ها با کافران روبرو هستند، بیش از پیش مؤثرتر شد. در نتیجه، هر حمله‌ای محکوم به فنا می‌شد. هنگامی که ناوگان آوار-اسلاوی و ناوگان ایرانی در دو درگیری دریایی مختلف غرق شدند، مهاجمانِ وحشت‌زده فرار و محاصره را رها کردند، ظاهراً با این اعتقاد که مداخله الهی باعث پیروزی بیزانس شده‌است.
در ۷ اوت، ناوگانی از قایق‌های ایرانی که نیروها را از تنگه بسفر عبور می‌دادند توسط کشتی‌های بیزانسی محاصره و نابود شدند. اسلاوهای تحت فرمان آوارها سعی کردند از آن سوی شاخ طلایی به دیوارهای دریایی حمله کنند، در حالی که آوارها به دیوارهای خشکی حمله کردند. قایق‌های بونوس قایق‌های اسلاوها را نابود کرد. حمله زمینی آوار از ۶ تا ۷ اوت نیز شکست خورد. با شنیدن این خبر که تئودور قاطعانه بر شاهین پیروز شده‌است (که ظاهراً باعث مرگ شاهین به دلیل افسردگی شد)، آوارها در عرض دو روز به مناطق داخلی بالکان عقب‌نشینی کردند و دیگر برای قسطنطنیه تهدید جدی به‌شمار نرفتند. اگرچه ارتش شهربراز هنوز در خلقیدون اردو زده بود، اما خطر برای قسطنطنیه پایان یافته بود. برای سپاسگزاری از رفع محاصره شهر و آنچه به باور آن‌ها «محافظت الهی از سوی مریم» بود، یک نسخه جدید برای آیین سرودخوانی رایج مسیحی از نوع ایستاده‌خوانی توسط نویسنده‌ای ناشناس (احتمالاً سرگیوس یا گئورگیوس پیسیدس) نوشته شد.

## پیامدها

نقشه قسطنطنیه و پیرامون آن در زمان بیزانس

شکست در محاصره درست پس از آن اتفاق افتاد که خبر پیروزی برادر هراکلیوس، تئودور، در برابر سردار ایرانی شاهین به شهر رسید. افزون بر این، پس از آنکه هراکلیوس نامه‌های خسرو را به شهربراز نشان داد که دستور مرگ او را صادر کرده بود، شهربراز به جبهه هراکلیوس پیوست. شهربراز سپس ارتش خود را به شمال سوریه منتقل کرد تا به راحتی تصمیم بگیرد در لحظه از خسرو یا هراکلیوس حمایت کند. بدین ترتیب هراکلیوس با خنثی کردن چیره‌دست‌ترین فرمانده خسرو، دشمن خود را از داشتن یکی از بهترین و باتجربه‌ترین نیروهایش محروم کرد. در سال بعد، هراکلیوس یک بار دیگر به بین‌النهرین حمله کرد و ارتش ایرانی دیگری را در نینوا شکست داد. او سپس به تیسفون لشکر کشید و با هرج و مرجی که در شهر رخ داده بود توانست با سرنگونی شاهنشاه شرایط مطلوب‌تری را برای خود پدیدار کند. در نهایت، ایرانیان موظف شدند که با تمام نیروهای خود از مصر، شام و سایر قلمروهای بیزانس در بین‌النهرین و ارمنستان طبق عهدنامه صلح قبلی در ۵۹۵ عقب‌نشینی کنند. بدین ترتب جنگ به پایان رسید. از آن پس ایرانی‌ها و بیزانسی‌ها علیه یکدیگر جنگی نکردند چرا که تهاجم اعراب مسلمان قدرت هر دو امپراتوری را شکست.

## ارزیابی
محاصره ۶۲۶ قسطنطنیه شکست خورد زیرا آوارها شکیبایی یا فناوری لازم برای فتح شهر را نداشتند. اگرچه ایرانی‌ها در جنگ‌های محاصره‌ای متخصص بودند، اما ثابت شد که دیوارهای قسطنطنیه از شهر به راحتی در برابر برج‌ها و وسیله‌های محاصره دفاع می‌کنند که از دلایل آن ناتوانی ایرانیان در انتقال تجهیزات محاصره خود به سمت اروپایی بسفر، محل استقرار متحدان آوار و اسلاو آن‌ها، (که به شدت محافظت می‌شد) بود. افزون بر این، ایرانیان و اسلاوها نیروی دریایی چندان قوی نداشتند که دیوارهای دریایی را بشکنند و کانال ارتباطی ایجاد کنند. کمبود آذوقه برای آوارها در نهایت باعث شد که آن‌ها محاصره را رها کنند.

## مطالعهٔ بیشتر
- Howard-Johnston, James (1995). "The Siege of Constantinople in 626".  In Mango, Cyril; Dagron, Gilbert; Greatrex, Geoffrey (eds.). Constantinople and its Hinterland: Papers from the Twenty-seventh Spring Symposium on Byzantine Studies, Oxford, April 1993. Aldershot, Hampshire: Variorum. pp. 131–142. ISBN 0-86078-487-8.
- Kazhdan, Alexander Petrovich, ed. (1991). The Oxford Dictionary of Byzantium. New York, New York and Oxford, United Kingdom: Oxford University Press. ISBN 978-0-19-504652-6.